# زنبق راسی
زنبق راسی (نام علمی: Iris rossii) نام یک گونه از سرده زنبق است.